# Vsetín
Vsetín (en allemand : Wsetin) est une ville de la région de Zlín, en Tchéquie, et le chef-lieu du district de Vsetín. Sa population s'élevait à 25 393 habitants en 2023.

## Géographie
Vsetín est arrosée par la Vsetínská Bečva, qui forme la Bečva en aval, et se trouve à 28 km au nord-est de Zlín, à 103 km à l'est de Brno et à 269 km à l'est-sud-est de Prague.

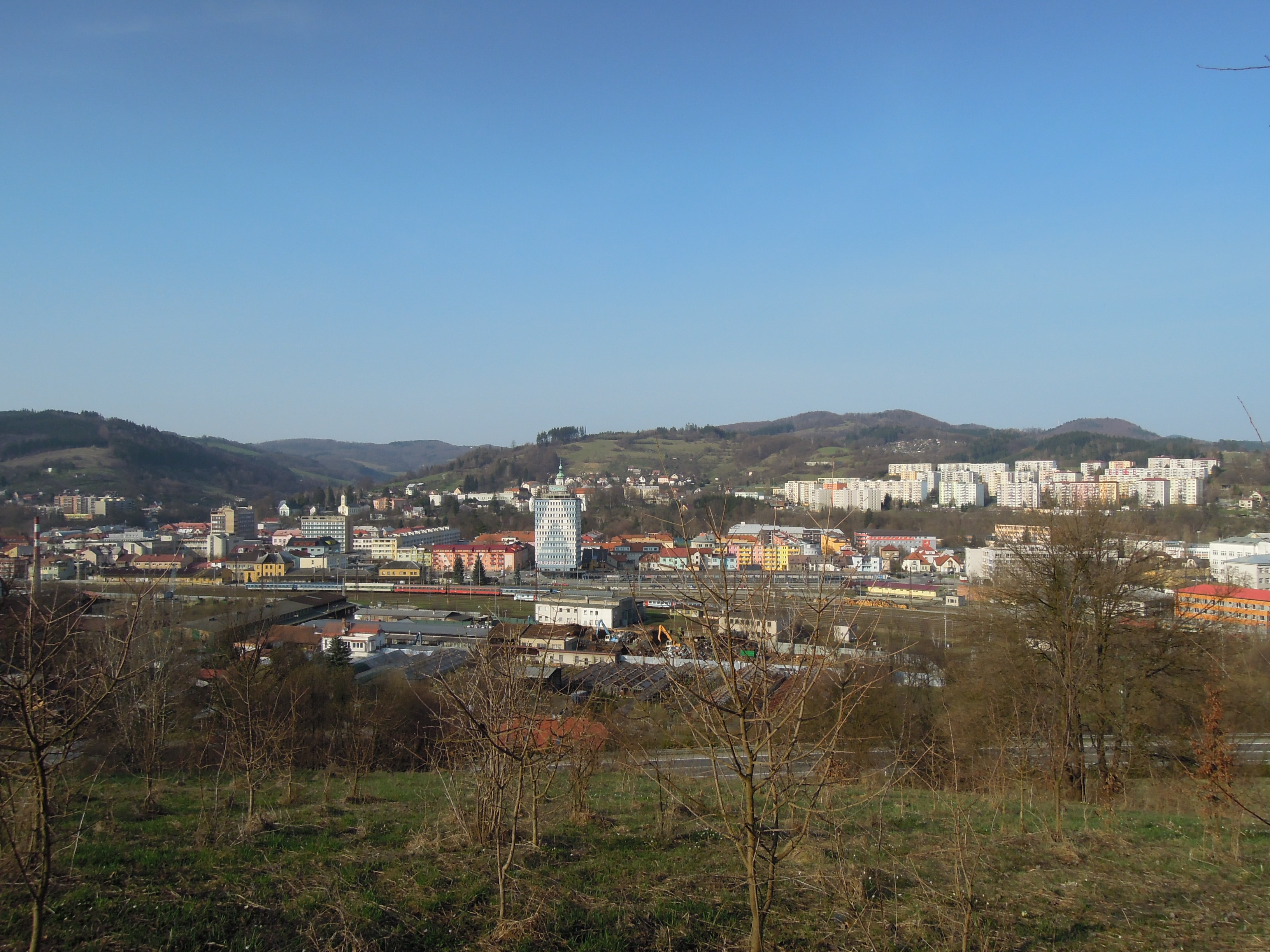
Vsetíní : vue générale.

La commune est limitée par Jablůnka, Růžďka et Malá Bystřice au nord, par Halenkov à l'est, par Janová, Ústí et Lhota u Vsetína au sud, et par Ratiboř à l'ouest.

## Histoire
La première mention écrite de Vsetin remonte aux années 1297-1308 et décrit Setteinz dans la vallée de la rivière Bečva ; on y trouve un moulin et une église.

## Population
Recensements (*) ou estimations de la population de la commune dans ses limites actuelles :
| 1869* | 1880* | 1890* | 1900* | 1910*  | 1921* |
| ----- | ----- | ----- | ----- | ------ | ----- |
| 5 107 | 6 061 | 7 869 | 8 869 | 10 123 | 9 382 |

| 1930* | 1950*  | 1961*  | 1970*  | 1980*  | 1991*  |
| ----- | ------ | ------ | ------ | ------ | ------ |
| 9 727 | 16 625 | 18 213 | 22 108 | 27 932 | 29 661 |

| 2001*  | 2011*  | 2014   | 2015   | 2016   | 2017   |
| ------ | ------ | ------ | ------ | ------ | ------ |
| 29 190 | 26 638 | 26 668 | 26 504 | 26 394 | 26 190 |

| 2018   | 2019   | 2020   | 2021*  | 2022   | 2023   |
| ------ | ------ | ------ | ------ | ------ | ------ |
| 26 109 | 26 092 | 25 974 | 24 958 | 25 226 | 25 393 |

## Administration
La commune est divisée en trois sections :
- Horní Jasenka
- Rokytnice
- Vsetín

## Économie
La principale entreprise de la ville est la société TES Vsetín s. r. o., qui fabrique des équipements électriques (générateurs, moteurs, etc.) et emploie 750 personnes dans son usine de Vsetín.

## Personnalités
- Albrecht von Wallenstein (1583-1634), seigneur de Vsetín par son mariage avec Lucrezia Nekšová z Landek en 1609
- Mirek Topolánek (né en 1956), homme politique tchèque
- Martin Vráblík (né en 1982), skieur alpin
- Linda Nosková (née en 2004 à Vsetín), joueuse de tennis

## Jumelage
- Bytom (Pologne)
- Mödling (Autriche)
- Stará Ľubovňa (Slovaquie)
- Trenčianske Teplice (Slovaquie)
- Vrgorac (Croatie)